# Касень (Жер)
Касе́нь (фр. Cassaigne) — коммуна во Франции, находится в регионе Юг — Пиренеи. Департамент — Жер. Входит в состав кантона Кондом. Округ коммуны — Кондом.
Код INSEE коммуны — 32075.

## География
Коммуна расположена приблизительно в 580 км к югу от Парижа, в 95 км западнее Тулузы, в 36 км к северо-западу от Оша.
По территории коммуны протекают реки Баиз и Невер.

## Климат
Климат умеренно-океанический. Лето жаркое и немного дождливое, температура часто превышает 35 °С. Зимой часто бывает отрицательная температура и ночные заморозки. Годовое количество осадков — 700—900 мм.

## Население
Население коммуны на 2010 год составляло 218 человек.
| 1962 | 1968 | 1975 | 1982 | 1990 | 1999 | 2010 |
| ---- | ---- | ---- | ---- | ---- | ---- | ---- |
| 210  | 202  | 172  | 169  | 201  | 186  | 218  |

## Администрация
| Период | Период | Фамилия      | Партия        | Примечания |
| ------ | ------ | ------------ | ------------- | ---------- |
| 2001   | 2014   | Бернар Розес | Разные правые |            |
| 2014   | 2020   | Анри Буэ     |               |            |

## Экономика
В 2010 году среди 128 человек трудоспособного возраста (15-64 лет) 96 были экономически активными, 32 — неактивными (показатель активности — 75,0 %, в 1999 году было 75,0 %). Из 96 активных жителей работали 92 человека (49 мужчин и 43 женщины), безработных было 4 (2 мужчин и 2 женщины). Среди 32 неактивных 5 человек были учениками или студентами, 15 — пенсионерами, 12 были неактивными по другим причинам.

## Достопримечательности
- Замок Касень (XIII век). Исторический памятник с 1987 года[4]
- Замок Леберон (XV век). Исторический памятник с 1963 года[5]